# PPP1R2
PPP1R2 (англ. Protein phosphatase 1 regulatory inhibitor subunit 2) – білок, який кодується однойменним геном, розташованим у людей на короткому плечі 3-ї хромосоми.  Довжина поліпептидного ланцюга білка становить 205 амінокислот, а молекулярна маса — 23 015.
| 10         |  | 20         |  | 30         |  | 40         |  | 50         |
| ---------- |  | ---------- |  | ---------- |  | ---------- |  | ---------- |
| MAASTASHRP |  | IKGILKNKTS |  | TTSSMVASAE |  | QPRGNVDEEL |  | SKKSQKWDEM |
| NILATYHPAD |  | KDYGLMKIDE |  | PSTPYHSMMG |  | DDEDACSDTE |  | ATEAMAPDIL |
| ARKLAAAEGL |  | EPKYRIQEQE |  | SSGEEDSDLS |  | PEEREKKRQF |  | EMKRKLHYNE |
| GLNIKLARQL |  | ISKDLHDDDE |  | DEEMLETADG |  | ESMNTEESNQ |  | GSTPSDQQQN |
| KLRSS      |  |            |  |            |  |            |  |            |

A: Аланін

C: Цистеїн

D: Аспарагінова кислота

E: Глутамінова кислота

F: Фенілаланін

G: Гліцин

H: Гістидин

I: Ізолейцин

K: Лізин

L: Лейцин

M: Метіонін

N: Аспарагін

P: Пролін

Q: Глутамін

R: Аргінін

S: Серин

T: Треонін

V: Валін

W: Триптофан

Кодований геном білок за функцією належить до фосфопротеїнів. 
Задіяний у таких біологічних процесах як вуглеводний обмін, метаболізм глікогену, ацетиляція. 